# 日本昼夜銀行
日本昼夜銀行（にほんちゅうやぎんこう）はかつて存在した日本の銀行である。浅野財閥の機関銀行だったが、第一次世界大戦の戦後恐慌で経営難になり安田財閥に譲渡された。

## 吉浜銀行・日東銀行

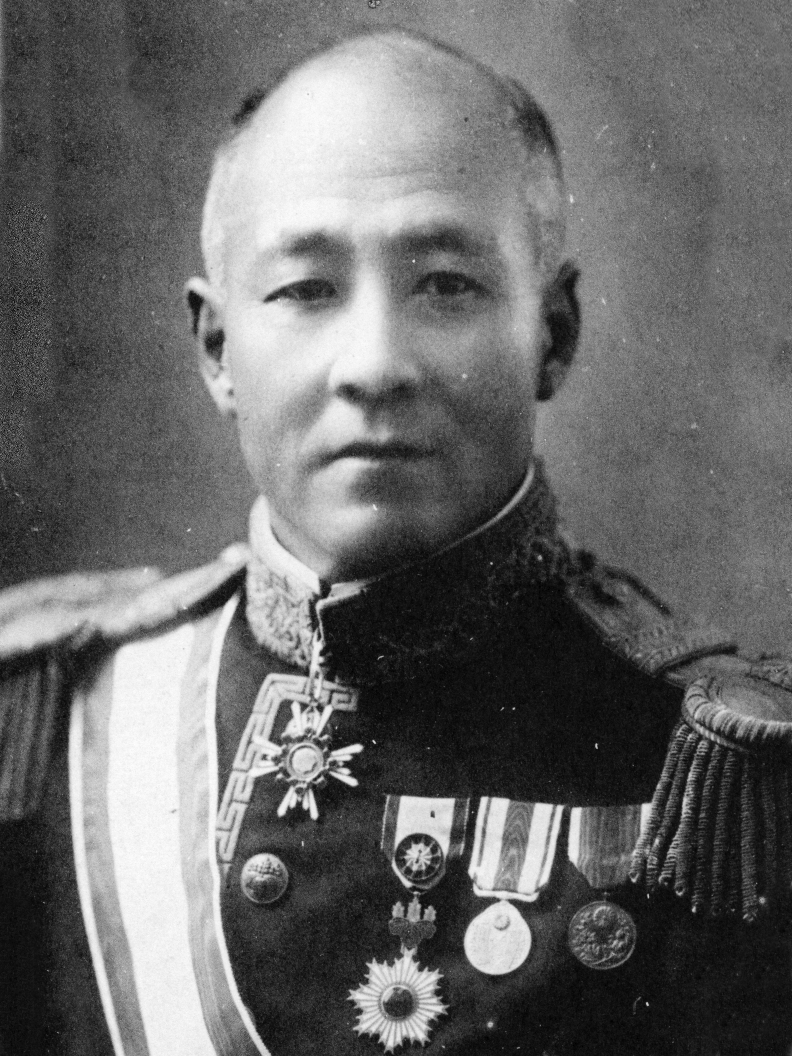
広沢金次郎

1898年（明治31年）に神奈川県足柄下郡吉浜村に吉浜銀行が設立され小田原支店と湯河原出張所の二店舗だけで営業していたが、経営不振で1913年（大正2年）3月に、店舗と業務を駿河銀行に譲渡し、銀行そのものは政友派の市会議員酒井泰に譲渡されて、東京に移転して京橋区南大工町に本社を置いて日東銀行に改称した。しかし、同年5月に酒井は日東銀行を、当時城東電気軌道常務だった橋本梅太郎に譲渡した。

## 第五銀行
当時日糖事件があり「にっとう」のイメージが悪かったので、橋本梅太郎は、日東銀行を第五銀行（もともと第五銀行は薩摩の島津家の機関銀行の名称だったが、既に合併して改称していた。）に改称して城東電気軌道社長の広沢金次郎伯爵を頭取に据えて、資本金十万円で開業し、自らは専務取締役になり経営に当ったが、当時曹洞宗貫主石川素童師が鶴見に総持寺を建立する最中だったので、巨額を融資して、その見返りに日本全国の檀家に第五銀行への預金を奨励してもらい、銀行員が僧に同行して預金を集めた。こうして第五銀行は総持寺の機関銀行になった。さらに城東電気軌道沿線の町長・村長・有力者を代理店にして預金を集めた。1913年（大正2年）6月に浅野泰治郎（浅野総一郎の長男）が取締役に就任し、1914年（大正3年）8月には藤堂大蔵（後に浅野財閥の番頭になった人物）が支配人になった。

## 日本昼夜銀行

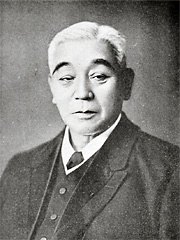
浅野総一郎

第五銀行は業績が悪かったため、1915年（大正4年）に橋本梅太郎が浅野総一郎（浅野財閥総帥）に援助を要請して、同年4月に浅野総一郎が取締役に就任した。1916年（大正5年）4月に資本金を百万円に増資して浅野総一郎が経営権を握ると、5月には浅野の娘婿の白石元治郎が頭取に就任して、日本昼夜銀行に改称し、午前9時から午後8時の昼夜営業（午前8時から午後10時という説もある。）を開始し日本最初の昼夜営業の普通銀行（日本最初の昼夜営業の銀行は同じ浅野財閥の日本昼夜貯蓄銀行）になった。1917年（大正6年）9月には、さらに資本金を五百万円に増資したが、その年末には預金が1065万円余なのに貸出金が1515万円余になり、貸出高が預金高を超えるオーバーローンとなったために、借入金や再割引などで275万円を計上した。

## 浅野昼夜銀行
1918年（大正7年）3月には、浅野昼夜銀行に改称して本店を日本橋区通一丁目に移転したが、同年7月の浅野財閥の持株比率は88%だった。1920年（大正9年）には、さらに資本金を千万円に増資して2月に浅野総一郎が頭取に就任したが、この頃が銀行の利益のピークだった。一次大戦が終ったせいで同年3月に反動恐慌が起きて、預金が2000万円から1210万円に減少し、保有する有価証券（浅野財閥各社の株式）が暴落し、貸付金が不良債権になり、浅野財閥の諸会社への救済融資が増加して固定化し、銀行の資金も枯渇して経営が急迫した。同年に赤坂・亀戸・浅草・神田・芝に支店を開設して預金を増やしたが、12月に銀行恐慌に巻き込まれて小規模な取付騒ぎにあったので、安田銀行（安田財閥）から300万円の資金援助を受けた。
第一次世界大戦中の好景気の時期に浅野財閥各社は高収益をあげたのだが、それより大きな資金を、浅野総一郎は会社新設や買収に費やした。すなわち沖電気・東京湾埋立・浅野昼夜貯蓄銀行・浅野昼夜銀行・浅野スレート・大日本鉱業・浅野造船所・大島製鋼所・富士製鋼・浅野物産・浅野同族・浅野小倉製鋼・関東水力電気・神奈川コークス・庄川水力電気・北秋木材・鶴見木工・日本鋳造・信越木材・日本カーリット・京浜運河・内外石油の合計22社である。浅野昼夜銀行が、このように大規模な事業拡張資金の需要を満たすことは本来は不可能だが、浅野総一郎は銀行の経営状態などお構いなしに、ただひたすら事業を拡大した。

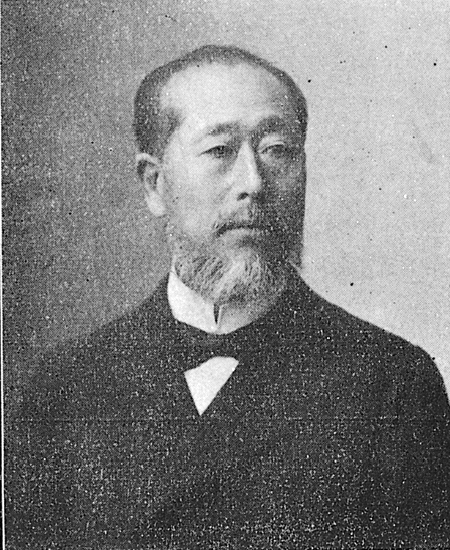
安田善次郎

1921年（大正10年）5月に安田善次郎（安田財閥総帥）が浅野昼夜銀行を引き取ると約束して、同年9月19日と20日に安田財閥の斎藤恂たちに日本昼夜銀行本店を調査させてから調印の日取りを決めたが（橋本梅太郎と金子喜代太が60日間毎日大磯の安田善次郎を訪問して懇願した結果、ようやく9月27日に引取りを受諾してもらったとの伝も在る。）、その9月29日の調印の前日に安田善次郎が暗殺されたので白紙に戻った。そこで浅野財閥は独力で銀行経営を改善するために、同年中に大阪支店、京都支店、青梅出張所（青梅には浅野セメントの採掘所があった。）を設置して預金を約200万円も増やすが、貸付金はそれ以上に増加して、借入金・コールマネー・再割引手形の合計額が増加した。
この頃に浅野昼夜銀行は破綻寸前だったが、浅野同族会社や浅野財閥全体も苦境にあったので、浅野総一郎は銀行より浅野同族（浅野財閥の本社）の資金繰りを優先して橋本梅太郎と金子喜代太を浅野昼夜銀行に送り込んだが、永島二郎専務は銀行を守ろうとして、浅野総一郎には秘密にして常に50万円ぐらいの準備金を用意していた。1922年（大正11年）5月8日に浅野造船所が不況のせいで解雇する職工1600人以上に約466,000円を支払うことになったが、それが新聞で詳しく報道されたために、浅野昼夜銀行で取付騒ぎが起きて預金が激減し、5月8日に支払う解雇金が不足して浅野昼夜銀行は危機的状況に陥ったが、辛うじて資金を調達することが出来た。これがきっかけで、浅野財閥は安田財閥と日本銀行に、浅野昼夜銀行を徹底的に救済してくれるように懇願した。

## 安田財閥の日本昼夜銀行
当時安田財閥の実権を握っていた結城豊太郎は日銀総裁井上準之助と協議して経営引受を決めた。1922年（大正11年）8月15日に浅野昼夜銀行は安田財閥傘下に入り、浅野系取締役は総退陣し、安田善四郎 (2代目)が頭取に、安田善兵衛、斎藤恂、永島二郎などが取締役になった。安田銀行が浅野昼夜銀行を買収したのだが、日本昼夜銀行に再度改称しただけで、吸収合併はしなかった。それは負債のせいで買収されたという悪いイメージを避けるためだった。安田の経営陣は、別途積立金を取り崩し、滞納金の償却を始めて経営を健全化して行った。また、安田財閥の信用力によって預金高が増大し続けて、安田財閥一流の経営で浅野時代の「ボロ銀行」が堅実な銀行に生れ変わった。1942年（昭和17年）に多摩地域・埼玉県を地盤としていた武陽銀行・三十六銀行を買収し、1943年（昭和18年）に安田銀行に吸収合併された。その安田銀行は財閥解体で富士銀行に改称した（現：みずほ銀行）。